# بورگراوها
بورگراوها (به فرانسوی: Les Burgraves)، یک نمایشنامه تاریخی از ویکتور هوگو است که برای اولین بار در سالن کمدی-فرانسز در ۷ مارس ۱۸۴۳ اجرا شد. این اثر در امتداد راین اتفاق می‌افتد و بازگشت امپراتور بارباروسا را نشان می‌دهد. این نمایش از نظر تجاری شکست خورد و آخرین نمایشنامه هوگو بود که در زمان حیات وی تولید شد.این نمایشنامه موضوع یک اورتور ارکسترال بود که توسط آهنگساز گیوم لکه در سال ۱۸۹۰ ساخته شد.
این نمایش از نظر موضوعی با Le Rhin از هوگو که یک کتاب مقاله ای دربارهٔ راین است، مطابقت دارد. هر دو از سفری در امتداد رودخانه هوگو با ژولیت دروئه الهام گرفتند.  بورگراوها با مقدمه ای منتشر شد که نشان می‌داد آلمان متحد بخشی از چشم‌انداز بزرگتر اروپای متحد است که فرانسه در آن نقش اصلی را بازی می‌کند.

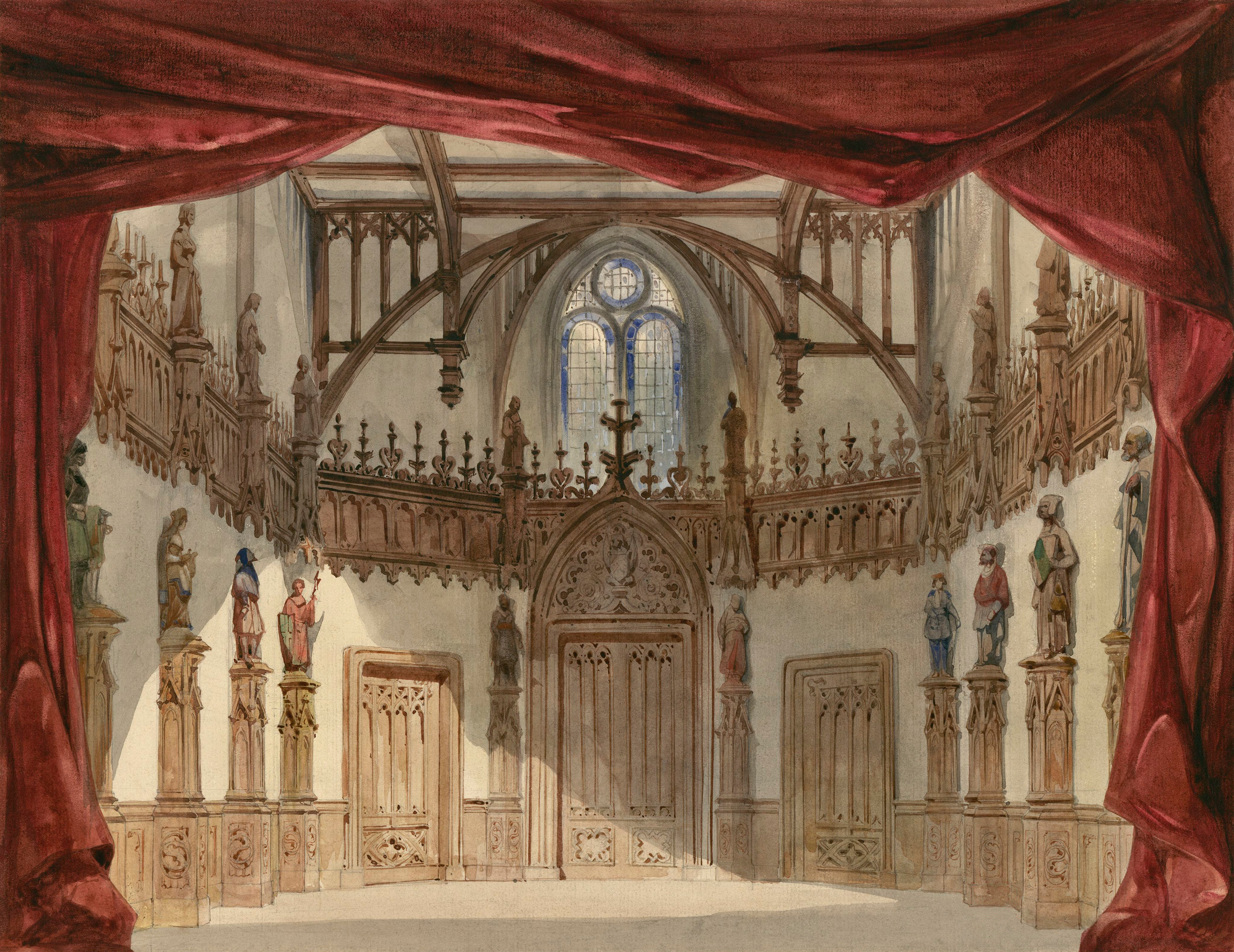
طراحی صحنه توسط شارل-آنتوان کامبون و اومانیته رنه فیلاستر برای پرده دوم نمایشنامه بورگراوها